# Луизиана (Парана)
Луизиана (порт. Luiziana) — муниципалитет в Бразилии, входит в штат Парана. Составная часть мезорегиона Западно-центральная часть штата Парана. Входит в экономико-статистический микрорегион Кампу-Моран. Население составляет 6141 человек на 2006 год. Занимает площадь 908,604 км². Плотность населения — 6,8 чел./км².

## Статистика
- Валовой внутренний продукт на 2003 год составляет 138 830 901,00 реалов (данные: Бразильский институт географии и статистики).
- Валовой внутренний продукт на душу населения на 2003 год составляет 20 470,50 реалов (данные: Бразильский институт географии и статистики).
- Индекс развития человеческого потенциала на 2000 год составляет 0,704 (данные: Программа развития ООН).